# Кримськотатарське декоративно-ужиткове мистецтво
Кримськотатарське декоративно-ужиткове мистецтво є частиною культурної спадщини кримськотатарського народу. Воно сформувалося під впливом різних культур і цивілізацій, які існували на Кримському півострові, зокрема візантійської, генуезької, османської та інших. Основними видами такого мистецтва є кераміка, ткацтво, вишивка, ювелірна справа, килимарство, різьблення по дереву та металу.

## Історія та особливості
Декоративно-ужиткове мистецтво кримських татар виникло й розвивалося на території Кримського півострова, де зустрічалися й перепліталися культури народів середземноморсько-чорноморського, балканського, східноєвропейського та кавказького регіонів із культурами численних племен Євразії. Сучасне кримськотатарське мистецтво має унікальний характер, оскільки успадкувало багатовікові традиції культури давнього, ранньосередньовічного і середньовічного Криму, а також відчувало значний вплив ранньогрецької, іранської, візантійської, золотоординської тюркської та ісламської культур. Воно також поєднує тюрко-ісламську суть із європейськими формами і, через історичні обставини, існує в середовищі слов'яно-християнської культури. У цій традиції зберігається спадкоємність етнічних мотивів, що додає творам декоративно-ужиткового мистецтва кримських татар багатошаровості змісту та складності стильових характеристик.

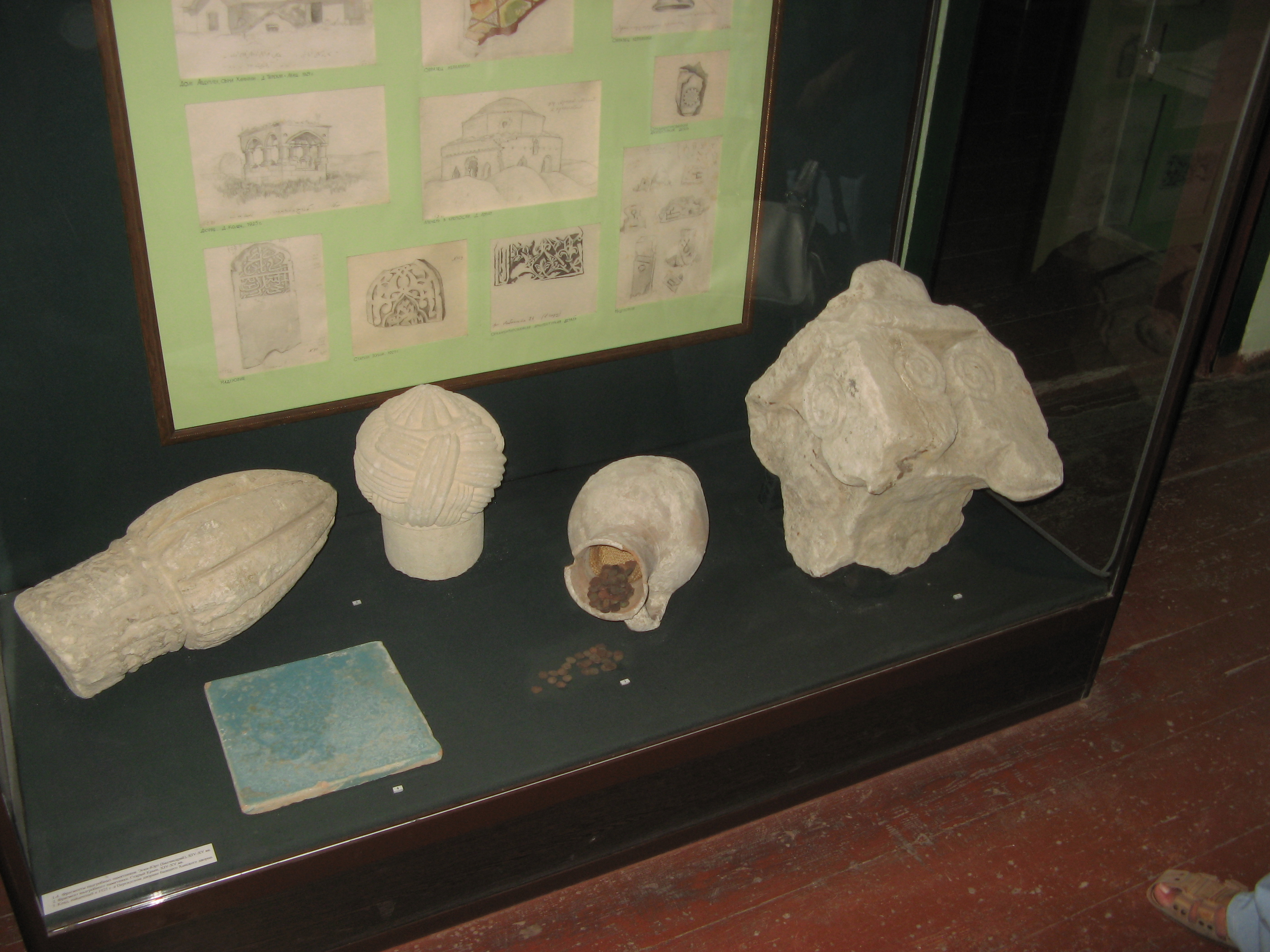
Ханський палац, Бахчисарай

Поява в Криму перших предметів, у яких проглядаються зачатки елементів художньої творчості — вироби з кістки та рогу, прикрашені насічками і гравіруванням — належить до початку кам'яного віку. Тоді ж розвиваються навички обробки каменю, шкіри, дерева, про що свідчать виявлені змодельовані шкребки, дископодібне знаряддя. З епохи неоліту відомі найдавніші зразки кримської кераміки. Період енеоліту визначається появою перших прикрас з металу — браслетів і мідних підвісок. До кінця енеоліту мистецтво в Криму піднялося на якісно новий щабель, оскільки з'являються перші наскельні малюнки. Серед малюнків були як руноподібні родові знаки, солярні й астральні символи, так і складні багатофігурні композиції (сцени полювання — коні, озброєні вершники та лучники). Тоді ж у Криму вперше в Європі з'являється багатобарвний розпис.
Після прийняття ісламу матеріальна культура кримських татар упродовж тривалого часу розвивалася через орнаментальну творчість і традиційні види ремесел. Серед них особливо виділяються художнє оброблення металу, ювелірна справа, кераміка, ткацтво, вишивка, шиття та різьблення по каменю. Зокрема, кераміка середньовічного Криму вражала багатством сюжетів й орнаментальних мотивів.

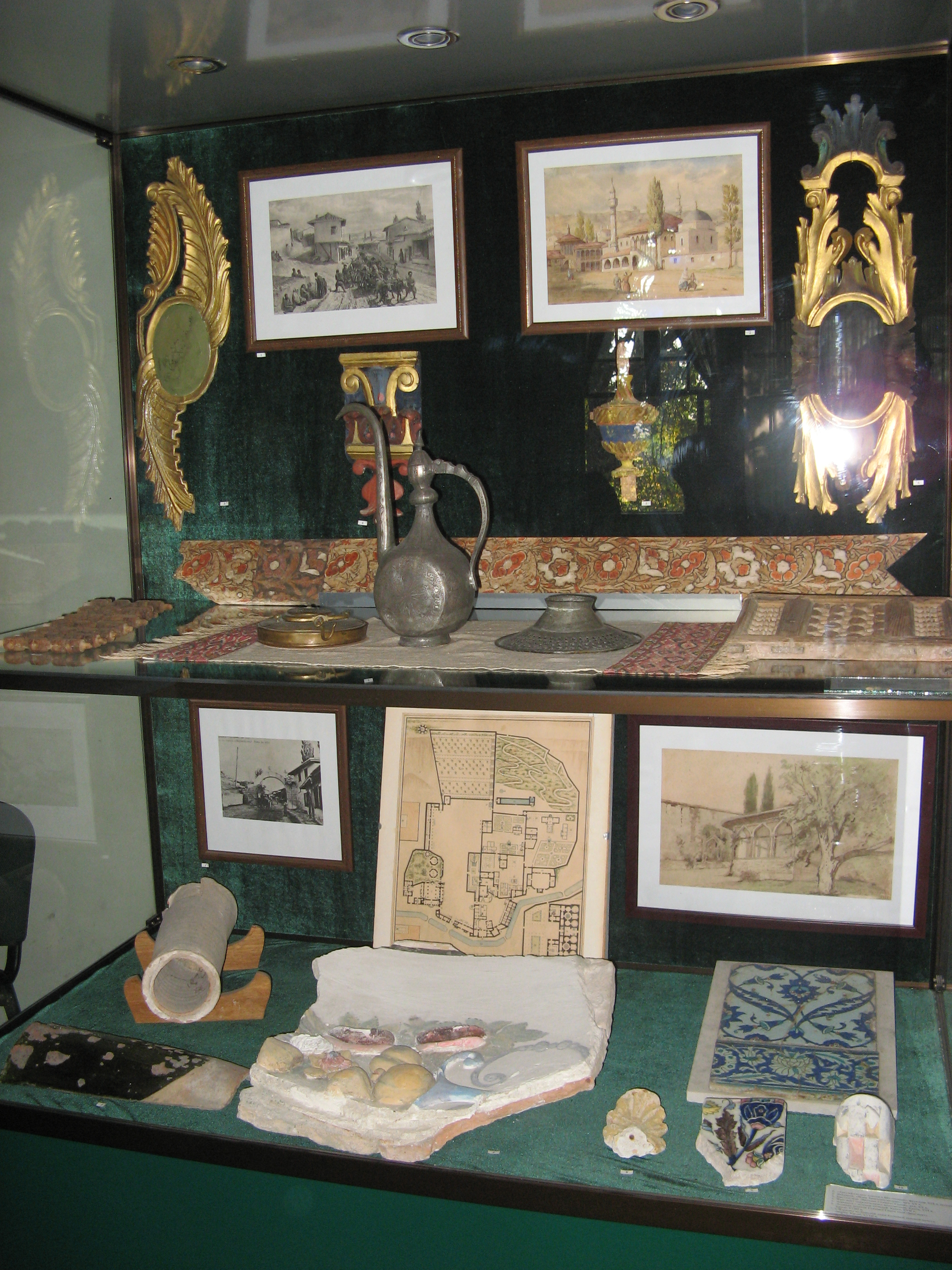
Ханський палац, Бахчисарай

У VIII столітті, переважно в прибережних поселеннях між Судаком і Алуштою, існували центри з виробництва амфор для зберігання вина. За часів середньовічної загальнокримської культури, її носіями, окрім кримських татар, були також караїми, кримчаки та уруми. Цим пояснюється еклектизм кримськотатарського народного мистецтва.
У XIII—XIV століттях на території Криму почало формуватися власне кримськотатарське мистецтво, що базувалося на ісламських засадах. Місцеві образотворчі форми інтегрувалися в нову просторово-часову культуру, але при цьому зберігалася унікальність та уникалася уніфікація. Найвищого розквіту декоративне мистецтво кримських татар досягло у період від другої половини XV століття до кінця XVIII століття. Мистецтво орнаменту досягло вершин розвитку: різьблене мереживо прикрашало гробниці членів ханського роду, вишивки на традиційному одязі та ювелірні вироби демонстрували багатство мотивів і гармонійне використання матеріалів. У цей час також відбувалося формування цехових інститутів, що сприяло розвитку ремесел, які особливо процвітали наприкінці XV — на початку XVI століття.
З кінця XVIII до середини XX століття зближення з європейським класицизмом відбивалося в деталях орнаментики різьблення по каменю, ювелірному мистецтві та розписах інтер'єрів. Однак у 1920-х роках дешеве фабричне виробництво остаточно витіснило з побуту ручну продукцію. Після революції 1917 року побут кримських татар та їхні потреби почали швидко змінюватися: знизився попит на предмети розкоші, що спричинило кризу народного художнього ремесла.
Наприкінці XIX — на початку XX століття декоративно-ужиткове мистецтво кримських татар занепало: майже повністю зникло виробництво холодної зброї, різьблення по каменю та дереву. Водночас ще залишалися традиції оброблення шкіри, виробництва мідного посуду, ювелірних прикрас, а ткацтво і вишивка зберігалися лише у віддалених районах Криму. Попри це, зберігалися високий художній рівень і багатовікові традиції завдяки роботі професійних майстрів, серед яких ювелір і зброяр Амет Калафатов, майстер художньої вишивки Сеїт-Амет Озенбашли, орнаменталіст Ідріс Бораганський, а також вишивальниці й ткалі Айше Ефендієва та Зоре Бекірова тощо.

## Художній метал і ювелірне мистецтво

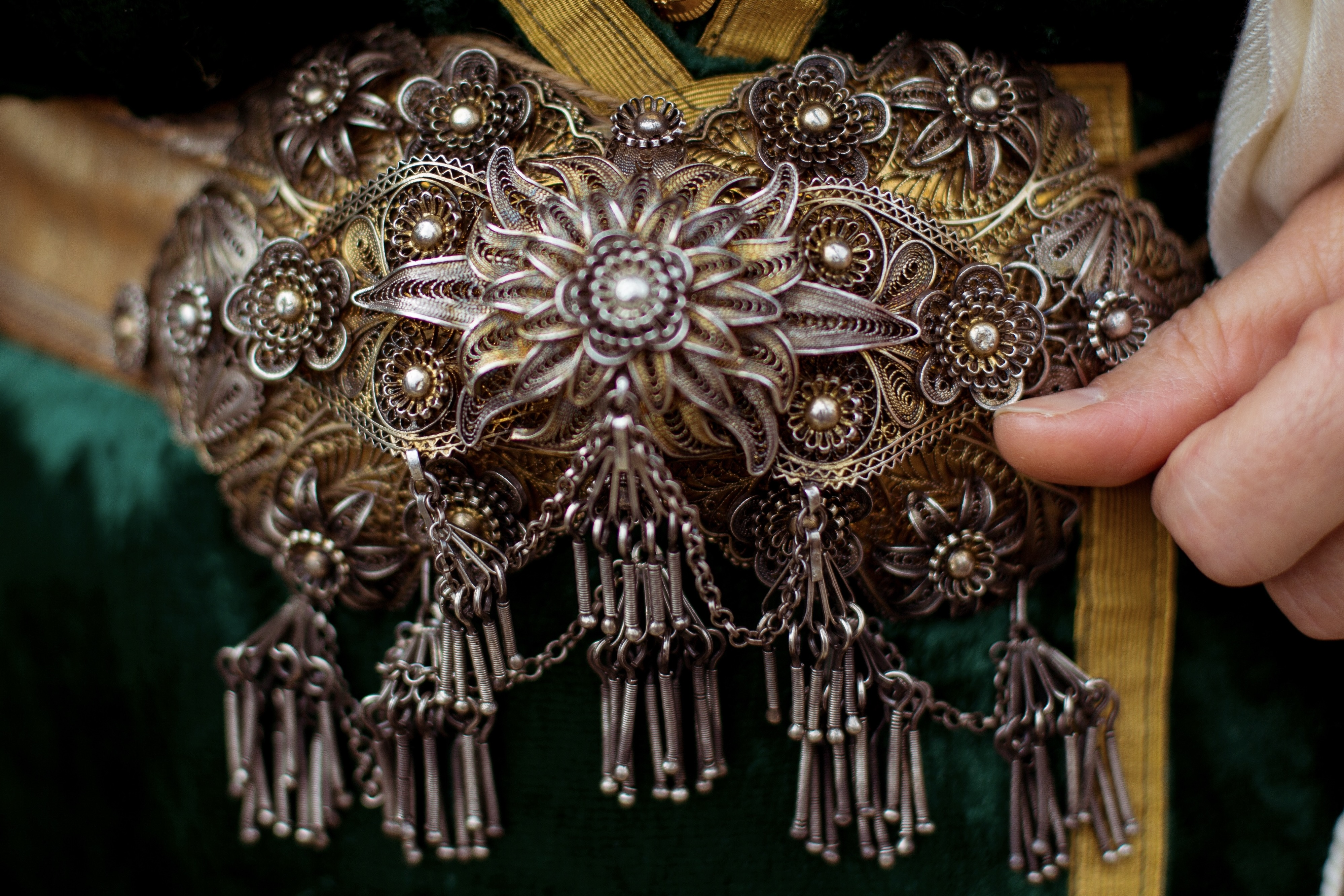
Кримськотатарський традиційний срібний пояс

Перші прикраси з металу — браслети та мідні підвіски — були досить поширеними в період енеоліту (3 тис. до н. е.), який відзначався суттєвим розвитком матеріальної та духовної культури. Розвитку ювелірної справи в Криму сприяли поклади залізної руди, а мідна руда та інші кольорові метали завозилися у значних обсягах з інших країн. Найбільшими центрами цього виду ремесла в Криму були Карасубазар і Бахчисарай.

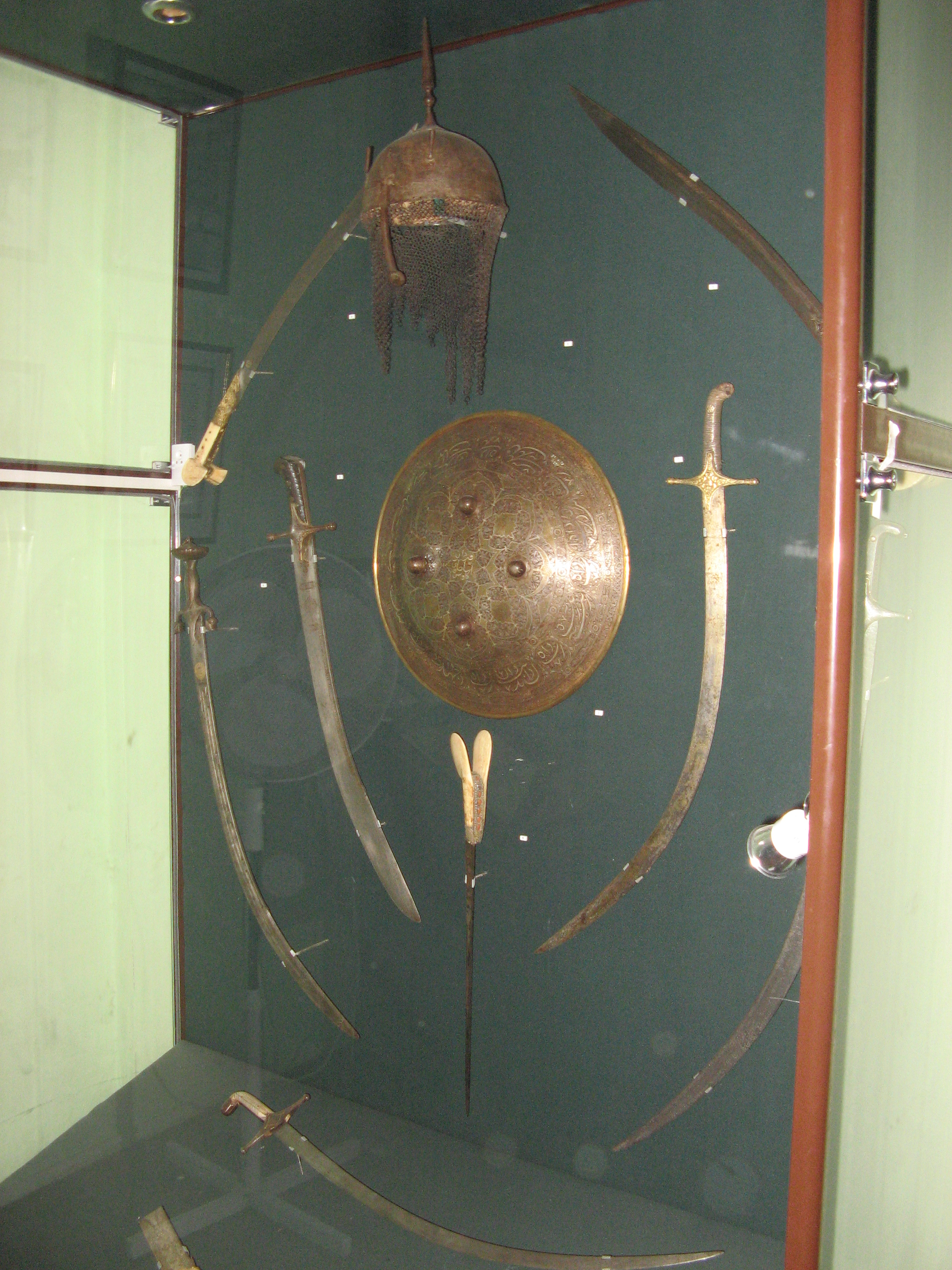
Металева зброя та обладунки в Комплексі Ханського палацу

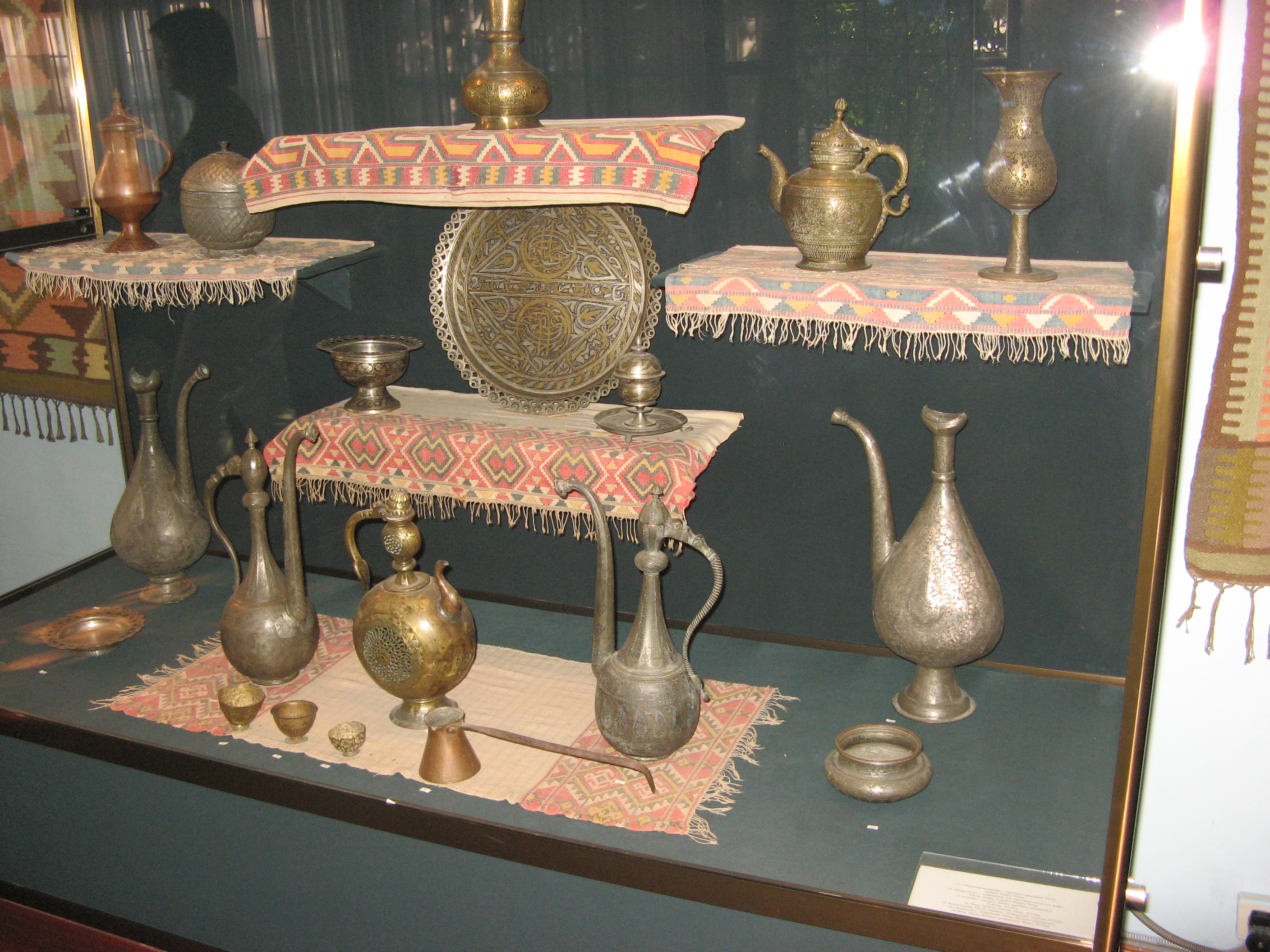
Металевий посуд в Комплексі Ханського палацу

Серед ремісників найбільш заможними були майстри, які виготовляли шаблі, рушниці, ножі і мідний посуд. Ремісничі цехи мали чітку спеціалізацію: виокремлювались професії зброярів (тюфекчилер), слюсарів (чиленгірлер), мідників і лудильників (бакирджилар і калайджилар).
Вироби кримських татар відрізняються різноманіттям форм і призначення: хлібник — «ленгер», глибоке блюдо — «теюе», плоске блюдо — «табак», блюдце — «тепа», глибока тарілка — «чанак», чашечки для кави — «фішджан», чаша для напоїв — «каде», кухлі — «мешерпе», сковорідки — «тава», ванна для купання і прання — «силапчи», миска для обмивання — «леген», жаровня — «мангал», миска з куполоподібною кришкою — «саан», карбоваш та щіпка — «сині» тощо. Поширеним видом виробу були «гугуми» — великі посудини для води.
До традиційних методів оздоблення металевих виробів належали карбування, гравірування й ажурне різьблення.
Карбування на листовому металі вважалося найскладнішим способом декорування, оскільки в його процесі малюнок, рельєф і фактура створювалися безпосередньо під час роботи. Візерунок наносився за допомогою молотка і спеціального стрижня — «калеми». Карбування часто комбінували з ажурним різьбленням. Основою ажурного візерунка були трикутники, ромби, кола.
Гравірування було одним із популярних методів художньої обробки металу. Завдяки чіткому й тонкому малюнку, який добре сприймався зблизька, гравірування найчастіше використовували для оздоблення посуду та ювелірних виробів.
Також використовувалася техніка чорніння, що підкреслювала гладкі гравіровані поверхні срібних виробів. Техніка насічки була улюбленим способом декоративного оздоблення виробів у XVI—XVIII ст. — вона зберігала популярність і застосовувалася в окремих зразках до початку XX ст. Мистецтво насічки було настільки поширеним, що найтоншим золотим і срібним дротиком прикрашали навіть предмети повсякденного вжитку. Орнаментом у техніці насічки особливо часто та ретельно прикрашалися предмети озброєння — ножі, шаблі, стволи рушниць.

## Кераміка
Найдавніші зразки кримської кераміки відзначаються з часів епохи неоліту. Серед ранніх знахідок присутній ліпний посуд, обпалений на вогні та різноманітний за формою, часто з багатими технікою і стилем орнаментації. Такі знахідки були виявлені поблизу стоянок Кая-Араси (поблизу Бахчисарая) та Ат-Баш (біля Сімферополя).